# Бордер-сюр-л’Эшес (кантон)
Бордер-сюр-л’Эшес (фр. Bordères-sur-l'Échez, окс. Bordèras) — кантон во Франции, находится в регионе Юг — Пиренеи. Департамент кантона — Верхние Пиренеи. Входит в состав округа Тарб.
Кантон основан в 1982 году.
Код INSEE кантона 6533. Всего в кантон Бордер-сюр-л’Эшес входят 11 коммун, из них главной коммуной является Бордер-сюр-л’Эшес.

## Коммуны кантона
| Коммуна           | Население, чел. (2012) | Почтовый индекс | Код INSEE |
| ----------------- | ---------------------- | --------------- | --------- |
| Базет             | 1646                   | 65460           | 65072     |
| Бордер-сюр-л’Эшес | 4639                   | 65320           | 65100     |
| Гейан             | 251                    | 65320           | 65189     |
| Ибос              | 2778                   | 65420           | 65226     |
| Лагард            | 479                    | 65320           | 65244     |
| Орансан           | 768                    | 65390           | 65048     |
| Оруа              | 119                    | 65320           | 65341     |
| Пентак            | 28                     | 65320           | 65364     |
| Сарнигет          | 240                    | 65390           | 65406     |
| Тарастекс         | 269                    | 65320           | 65439     |
| Урсбелиль         | 1221                   | 65490           | 65350     |

## Население
Население кантона на 2007 год составляло 11 560 человек.
| 1962 | 1968 | 1975 | 1982   | 1990   | 1999   | 2007   |
| ---- | ---- | ---- | ------ | ------ | ------ | ------ |
| 6942 | 7884 | 9164 | 10 393 | 10 721 | 10 788 | 11 560 |